# Methesis brevitarsa
Methesis brevitarsa is een spinnensoort uit de familie van de loopspinnen (Corinnidae).
De wetenschappelijke naam van de soort werd in 1954 gepubliceerd door Lodovico di Caporiacco.